# Aldo Milano
Aldo Milano (Revere, 2 gennaio 1896 – Albano Vercellese, 8 gennaio 1921) è stato un calciatore italiano, di ruolo centrocampista. Era anche conosciuto come Milano III per distinguerlo dai fratelli Giuseppe (I), Felice (II) e Remigio (IV).

## Biografia
Era nato a Revere, come il fratello Remigio, ed era ragioniere.

### La spedizione notturna anti-socialista e la morte
La notte del 7 gennaio 1921 partì con degli amici ex combattenti della prima guerra mondiale a bordo di un camion con il proposito di abbattere una lapide ad Albano Vercellese su cui stava una scritta ai loro occhi diffamatoria ed anti-patriottica perché di chiara ispirazione socialista ed antimilitarista. La frase riportata era "Ai morti che dettero ignari la giovinezza alla causa del capitalismo", ed era ovviamente riferita ai caduti della Grande Guerra. A presidio della lapide, che era già stata in precedenza vandalizzata, il prosindaco socialista aveva però messo di guardia un dipendente comunale il quale sparò a vista con il fucile sul gruppo uccidendo il calciatore. Milano morì in seguito agli scontri avvenuti nell'ambito di quella che viene ricordata come guerra delle lapidi.
In seguito alla sua morte gli venne intitolato il Fascio di Vercelli, benché egli non fosse ufficialmente un appartenente al movimento fascista; due anni dopo fu anche battezzato in suo onore lo stadio comunale di Fiorenzuola d'Arda, denominazione poi abrogata nel secondo dopoguerra.

## Caratteristiche tecniche
Giocava come centromediano.

## Carriera

### Club
Giocò per tre stagioni nella Pro Vercelli: nella prima di queste (1914-1915) non scese mai in campo; debuttò in massima serie nella Prima Categoria 1919-1920: divenne poi titolare per parte della Prima Categoria 1920-1921, durante la quale giocò 7 partite, segnando 3 reti.

## Palmarès

### Club

#### Competizioni nazionali
- Campionato italiano: 2

Pro Vercelli: 1920-1921, 1921-1922